# 緒園凉子
緒園 凉子（おぞの りょうし、1905年 - 1947年）は、兵庫県出身の作詞家である。本名は内藤健三。高田清、林純雄、堀内博雄、増田紫水の名でも活動した。フォスター等の歌曲を訳し、小学校、中学校教科書にも採用され広く知られた。

## 主な作品
カッコ内は作曲者
- オールド・ブラック・ジョー （スティーブン・フォスター）
- アヴェマリア （アルカデルト）
- 希望のささやき （アリス・ホーソン＝セプチマス・ウイナー（英語版）
- アニー・ローリー（スコット夫人）
- 日曜日 （ブラームス）
- 緑の森よ （メンデルスゾーン）
- バイカル湖のほとり （ロシア民謡）
- 燃えろペチカ （ロシア民謡）
- 夕べの鐘 （ドイツ民謡）
- ブンガワン・ソロ （グサン・マルトハルトノ）
- ドリゴーのセレナーデ（愛の夜曲） （リッカルド・ドリゴ）

＊ホフマンの舟唄(ホフマン物語)オッフェンバッハ